# Campeonato Burquinense de Futebol 2013/2014
O Campeonato Burquinense de Futebol (2013/2014) foi a edição do Campeonato Burquinense de Futebol que se realizou entre 2014 e 2015.
A equipe que terminou o campeonato com maior pontuação além do título de campeão tem o direito de disputar a Liga dos Campeões da África.
São rebaixados os dois clubes de piores campanhas.